# 纳米比亚议会
纳米比亚议会（英語：Parliament of Namibia）是纳米比亚的国家立法机关。纳米比亚议会实行两院制，由全國委員會和國民議會组成。全国委员会委员任期6年，国民议会议员任期5年。